# أركاري منقوش
أركاري منقوش أو برزبان منقوش (الاسم العلمي: Pteroglossus inscriptus) (بالإنجليزية: Lettered Aracari)‏ هو نوع من الطيور يتبع جنس الأركاري من الفصيلة الطوقانية.